# Фронсак (Верхняя Гаронна)
Фронса́к (фр. и окс. Fronsac) — коммуна во Франции, находится в регионе Юг — Пиренеи. Департамент — Верхняя Гаронна. Входит в состав кантона Сен-Беа. Округ коммуны — Сен-Годенс.
Код INSEE коммуны — 31199.

## География
Коммуна расположена приблизительно в 670 км к югу от Парижа, в 100 км к юго-западу от Тулузы.
На западе коммуны протекает река Гаронна. Большую часть территории коммуны занимают леса.

## Климат
Климат умеренно-океанический. Зима мягкая и снежная, весна характеризуется сильными дождями и грозами, лето сухое и жаркое, осень солнечная. Преобладают сильные юго-восточные и северо-западные ветры.

## Население
Население коммуны на 2010 год составляло 202 человека.
| 1962 | 1968 | 1975 | 1982 | 1990 | 1999 | 2010 |
| ---- | ---- | ---- | ---- | ---- | ---- | ---- |
| 240  | 265  | 243  | 226  | 201  | 216  | 202  |

## Администрация
| Период  | Период | Фамилия       | Партия | Примечания |
| ------- | ------ | ------------- | ------ | ---------- |
| до 2001 | 2008   | Сюзан Рив     |        |            |
| 2008    | 2020   | Мишель Ладвез |        |            |

## Экономика
В 2010 году среди 109 человек трудоспособного возраста (15—64 лет) 78 были экономически активными, 31 — неактивными (показатель активности — 71,6 %, в 1999 году было 66,4 %). Из 78 активных жителей работали 71 человек (37 мужчин и 34 женщины), безработных было 7 (2 мужчин и 5 женщин). Среди 31 неактивных 7 человек были учениками или студентами, 15 — пенсионерами, 9 были неактивными по другим причинам.

## Фотогалерея

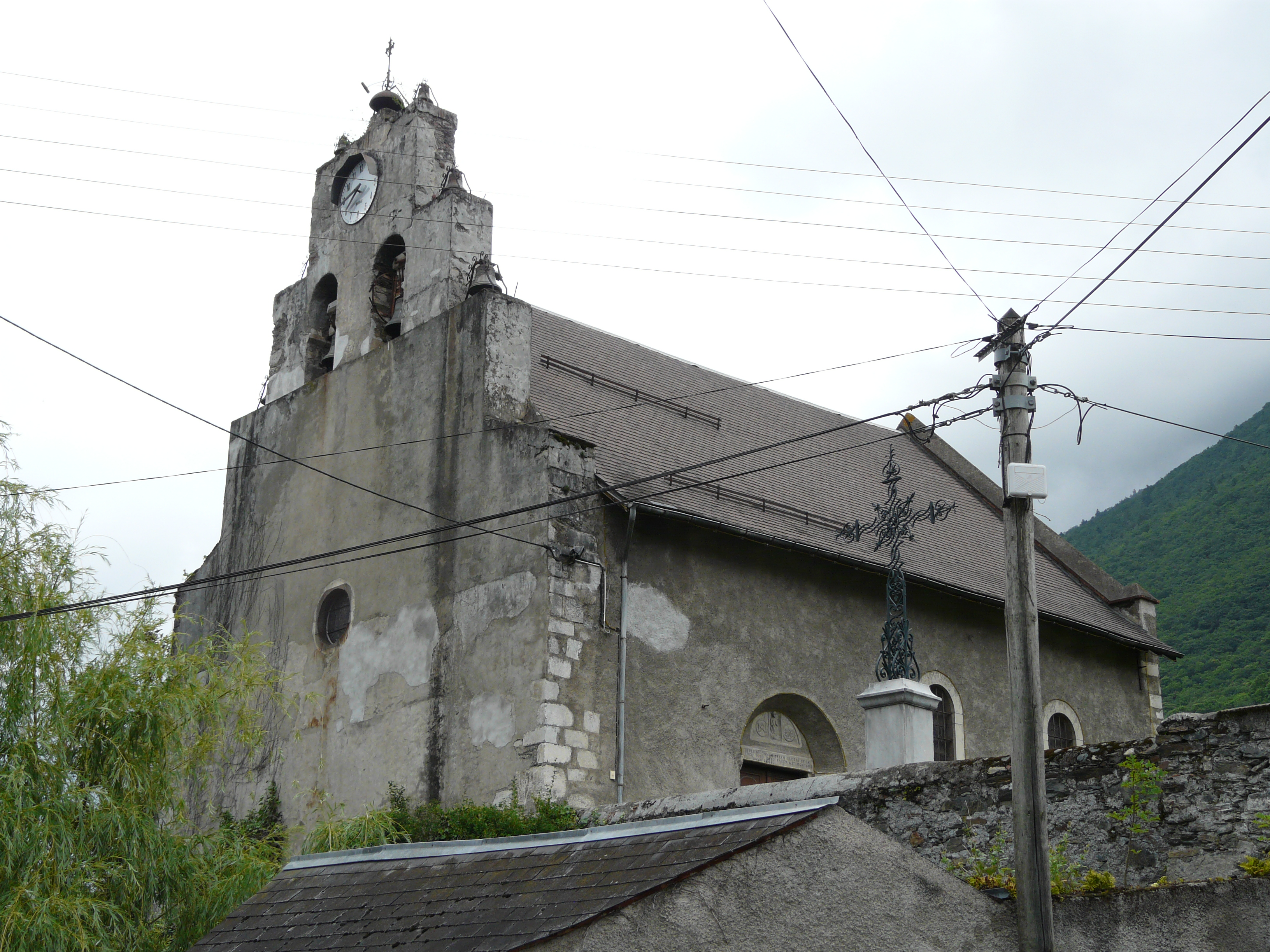
Церковь Св. Варфоломея
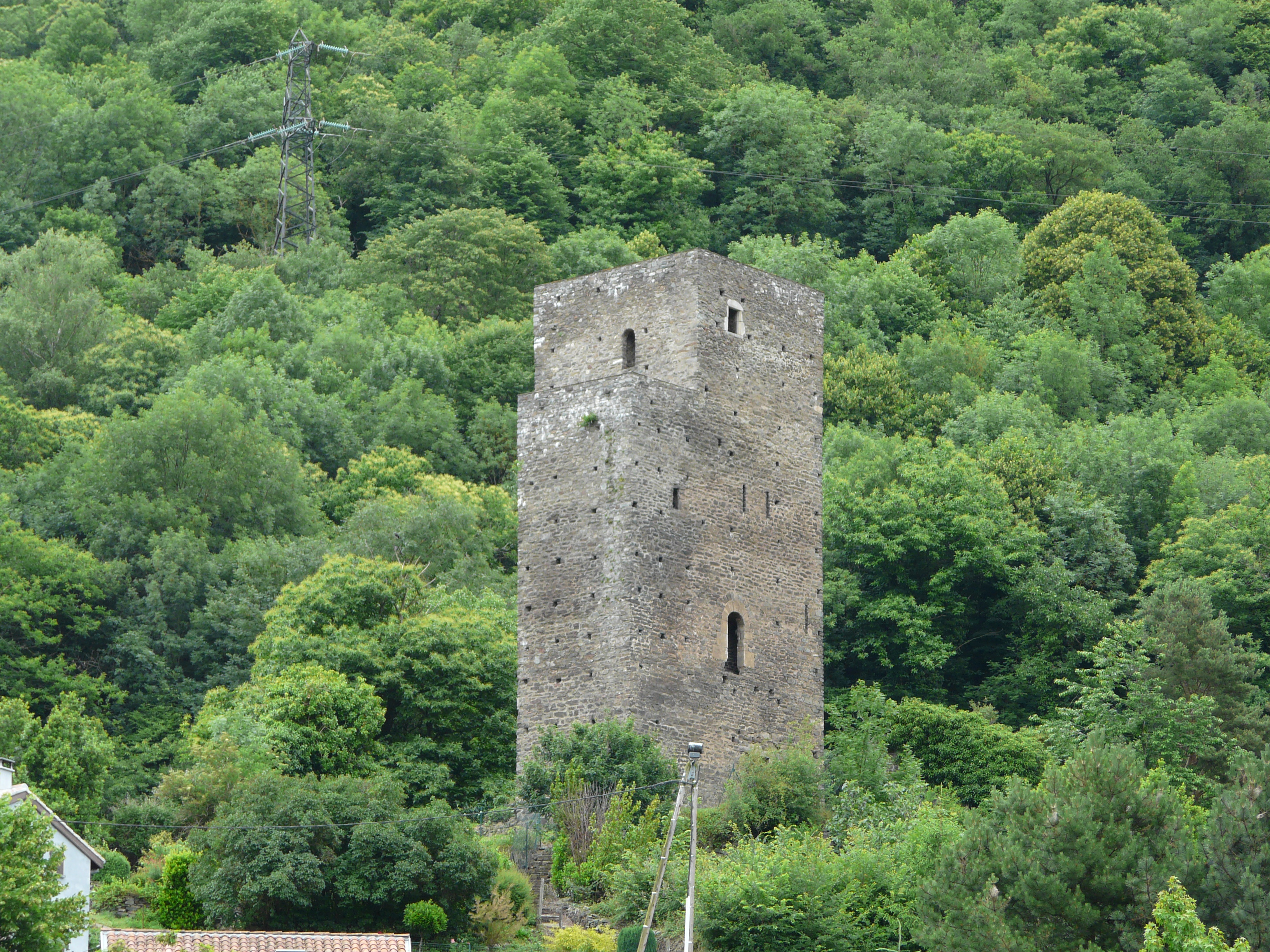
Замок Комт
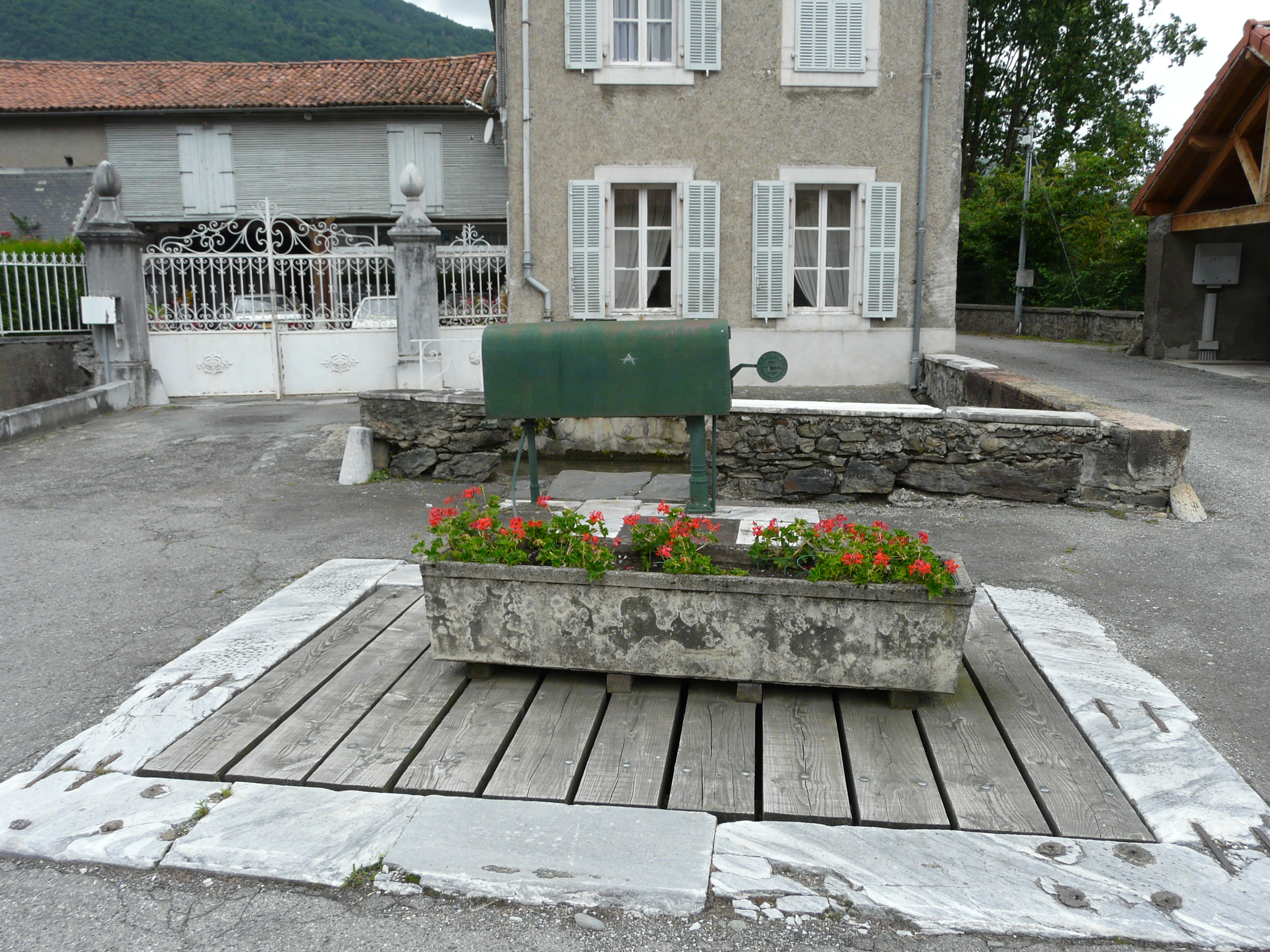
Весы
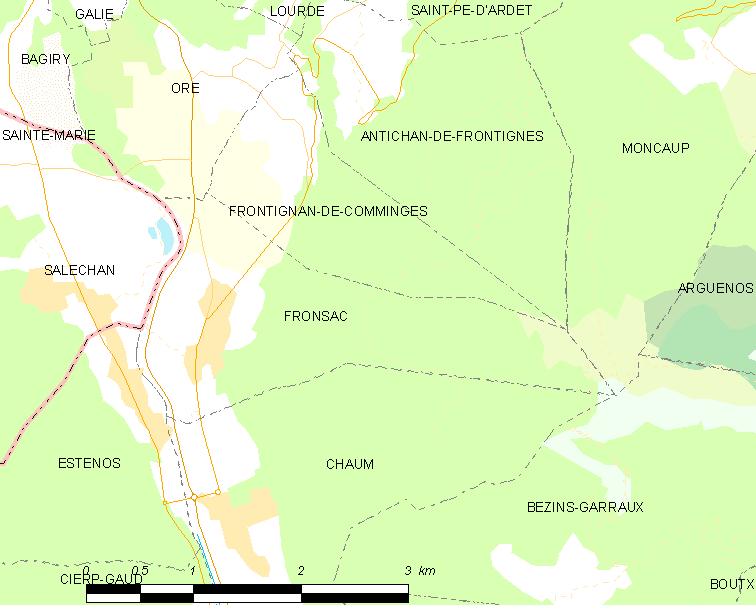
Карта коммуны